# Campo di aviazione di Bovolenta
Il campo di aviazione di Bovolenta fu il primo aerodromo civile d'Italia.

## Storia

Il biplano Farman di Leonino da Zara con a bordo l'operatore Ettore Frollo autore della prima ripresa cinematografica in volo.

Costruito da Leonino da Zara il 15 novembre 1909, era munito di un hangar in legno. Nel 1919 passò sotto la gestione del Regio Esercito che lo trasformò in un  campo di atterramento per aeroplani.
In questa struttura oltre a vari record di volo, è stata realizzata anche la prima ripresa cinematografica in volo a bordo di un Farman.